# ボールミル

ボールミル（英語: ball mill）は、粉砕機の1種で、セラミックなどの硬質のボールと、材料の粉を円筒形の容器にいれて回転させることによって、材料をすりつぶして微細な粉末を作る装置である。
ボールミルには、缶体・胴体（シェル）として鋼、ステンレス、ナイロンなどのものがあり、内張り（ライナー）としてミル用アルミナ煉瓦、磁器質、天然ケイ石、ゴム、ウレタンを用いる。球石（メディア）は、高アルミナを主成分とするアルミナ球石（Corundit素地で高温焼結した緻密なコランダム結晶質であり、被粉砕物への摩耗した球石の成分の混入が少ない）、天然ケイ石、鉄芯入りナイロンボール、ジルコニアボールなどがある。湿式と乾式の粉砕方法があり、セラミックス、研磨材、顔料、ガラス、フリットなどの微粉砕に用いられる。
金属に機械的な力を加えての合金製作（メカニカルアロイング）にも用いられる。
セメント工場等で用いられる大型ボールミル（チューブミル、Cement mill）は媒体として鉄球が用いられており、鉄球の衝撃と摩擦により微粉砕が行われる。中仕切により胴体が2室に区切られ、第1室では大径ボールによる衝撃粉砕が、第2室では小径ボールによる摩砕が行われている。